# No Deposit, No Return
No Deposit, No Return (bra: Garotos Travessos) é um filme de comédia estadunidense de 1976, dirigido por Norman Tokar para a Walt Disney Productions.

## Elenco
- David Niven...J.W. Osborne
- Darren McGavin...Duke
- Don Knotts...Bert Delaney
- Herschel Bernardi...Sgt. Max Turner
- Charles Martin Smith...Longnecker
- Barbara Feldon...Carolyn Osborne
- Kim Richards...Tracy Osborne
- Brad Savage...Jay Osborne
- Vic Tayback...Big Joe

## Sinopse
Tracy e Jay (e seu mascote gambá Duster) são duas crianças que saem de férias de duas semanas devido a Páscoa. A mãe é uma ocupada editora de revista que está a trabalho em Hong Kong então envia os filhos para ficarem em Los Angeles aos cuidados do sogro milionário, J.W.Osborne. Isso já acontecera no Natal e todos não estão felizes em repetir a experiência, pois as crianças consideram J.W. um chato e o homem não suporta as peraltices delas. Eles resolvem fugir de J.W e acabam se encontrando por acaso com dois ladrões fracassados, Duke e Bert, que tentavam escapar da polícia após uma tentativa mal-sucedida de roubo de um cofre no aeroporto. Os dois ficam com pena das crianças e as deixam passarem a noite onde moram. Os ladrões devem dinheiro ao bandido Big Joe e são ameaçados. Tracy então tem a ideia de simular um sequestro e pedir dinheiro ao avô para ajudar os dois ladrões e conseguir viajar com o irmão até Hong Kong. Mas J.W. percebeu o plano e resolveu enganá-los e dar uma lição nas crianças, dizendo que demorará pelo menos duas semanas para conseguir o dinheiro do resgate. As coisas se complicam quando a polícia, os bandidos e a mãe delas ficam sabendo do "sequestro".